# 格尔齐希
格尔齐希（德語：Görzig，發音：[ˈɡœʁtsɪç]）是德国萨克森-安哈尔特州安哈尔特-比特费尔德县曾经的一个市镇，面积11.82平方千米，2009年12月31日人口为1,241人。2010年9月1日，格尔齐希与另外2个市镇并入市镇南安哈尔特。